# Romeo e Giulietta (Prokof'ev)
Romeo e Giulietta (Op. 64) (in russo Ромео и Джульетта?, Romeo i Džul'etta) è un balletto di Sergej Sergeevič Prokof'ev tratto dall'omonima tragedia di William Shakespeare scritto fra il 1935 e il 1936.
 Alcuni brani del balletto sono stati raccolti dall'autore in tre suite per orchestra nel 1936 e nel 1946; nel 1937 ne trascrisse dieci pezzi per pianoforte come op. 75.

## Storia del balletto

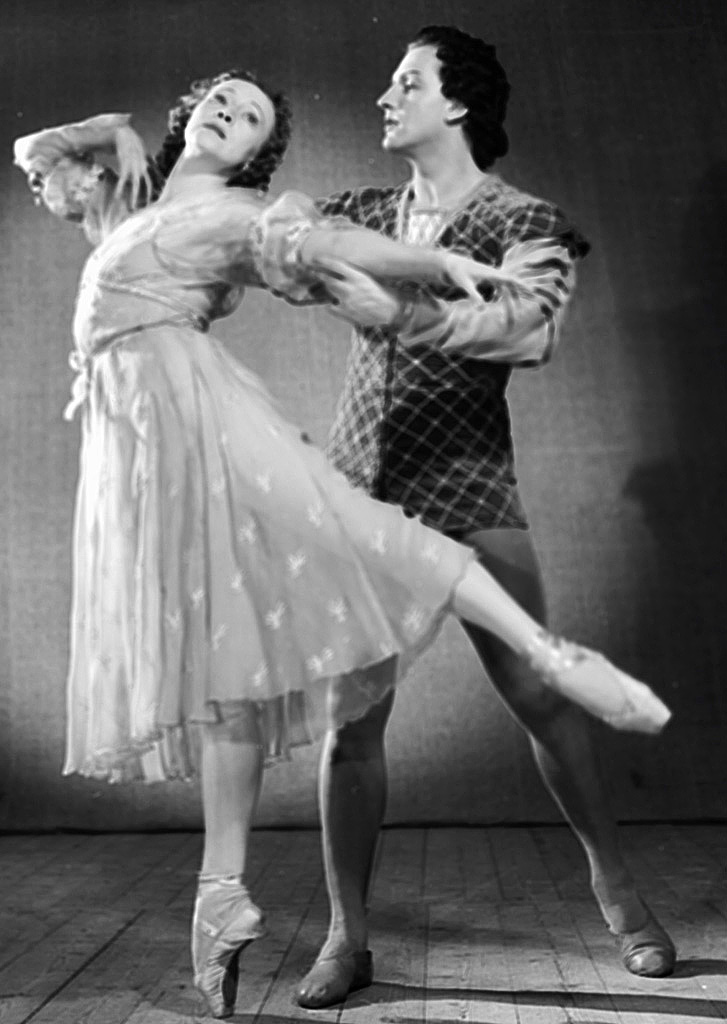
Galina Ulanova e Jurij Ždanov - 1954

Rientrando definitivamente in Russia alla fine del 1932 Prokof'ev sperava di poter scrivere liberamente le proprie opere. In realtà si scontrò ben presto con una situazione culturale imprevista che, con i suoi esponenti ufficiali, contrastò il musicista accusandolo di individualismo e di arte avvizzita. Le autorità sovietiche, nonostante il successo del Tenente Kiže, ebbero parole durissime per il Canto sinfonico per cui il compositore cercò allora di attenersi alle perentorie richieste di musica facile e melodica.
Nel contempo il Teatro Kirov di Leningrado, su suggerimento del drammaturgo Adrian Piotrovskij, aveva chiesto a Prokof'ev la composizione di un balletto tratto da Romeo e Giulietta di Shakespeare. Al libretto inizialmente lavorò lo stesso Prokof'ev con l'aiuto dell'amico Sergej Radlov, studioso delle opere del drammaturgo, adattando la tragedia; in seguito venne ulteriormente elaborato anche con Piotrovskij e dal coreografo Leonid Lavronskij; insieme crearono un balletto in quattro atti e dieci scene di cui Prokof'ev terminò la partitura nell'estate del 1935 e l'orchestrazione nel settembre 1936.
Il maggior problema che gli autori riscontrarono fu il finale; la direzione del Teatro Bol'šoj e Radlov volevano infatti un finale lieto, cosa che fu definita da Prokof'ev "un bocconcino di barbarie". Le esigenze erano, oltre che ideologiche, anche coreografiche, poiché, come scusa, fu detto che i vivi possono danzare mentre i morti no. Il musicista però sapeva bene che la danza poteva realizzare insieme alla musica espressioni intense di dolore e morte e scelse così la strada giusta, forte anche delle reazioni sfavorevoli all'idea degli studiosi shakespeariani.
Per contrasti fra il Kirov e il Bol'šoj, con cui Prokof'ev aveva firmato il regolare contratto, la rappresentazione non andò in scena. Il musicista nel 1936 aveva già tratto una prima suite orchestrale dal balletto che fu eseguita a Parigi diretta da Georges Sébastian e subito dopo una seconda che egli stesso diresse a Leningrado il 15 aprile 1937.
Dagli appunti di Sergej Prokof’ev sulla creazione del balletto Romeo e Giulietta: «Alla fine del dicembre (del 1934) sono tornato a Leningrad per i negoziati con il Teatro Kirov. Ho espresso il mio desiderio di trovare una trama lirica per un balletto... Abbiamo iniziato a passare in rassegna delle trame: Piotrovskij ha menzionato Pelléas et Mélisande, Tristano e Isotta, Romeo e Giulietta. All’ultima trama mi sono "aggrappato" immediatamente - non si può trovare niente di meglio! Abbiamo deciso che il libretto avremmo fatto Piotrovskij, Radlov e io... Come regista è stato deciso di coinvolgere un ex studente di Radlov – Rostislav Zakharov. Tuttavia non abbiamo concluso un contratto con il Teatro Kirov... Sono venuto a Mosca e Golovanov, che era allora il direttore principale del Teatro Bol’šoj, mi ha detto che, se il discorso fosse stato su Romeo e Giulietta, il Teatro Bol’šoj avrebbe concluso un contratto con me all’istante. Il contratto è stato firmato nell’estate del 1935. Il teatro mi ha dato l’opportunità di lavorare al balletto nella casa di riposo del Teatro Bol’šoj, dove l’ho quasi finito usando parzialmente i temi creati in quella primavera. In autunno è avvenuto l’ascolto del balletto. Non ha avuto successo. In quel momento il balletto non fu messo in scena... Nel Teatro Kirov invece il balletto è stato messo in scena nel 1939 (1940). R. Zacharov è scomparso dopo che il balletto era stato rifiutato dal Teatro Bol’šoj. Lavrovskij invece ha aggiunto un sacco di cose a ciò che era stato inventato prima di lui. In seguito ho ritenuto necessario includerlo nei coautori del libretto.»
La prima rappresentazione a Mosca venne definitivamente archiviata perché sia il corpo di ballo sia il coreografo Lavronskij ritenevano i passi eccessivamente difficili a causa del ritmo della musica di Prokof'ev che subiva continui ed eccessivi cambiamenti. L'opera completa debuttò al teatro Mahen di Brno, in Cecoslovacchia, solo il 30 dicembre 1938 con la coreografia di Vanja Psota, interpreti lo stesso Psota (Romeo) e Zora Semberova (Giulietta). 
.

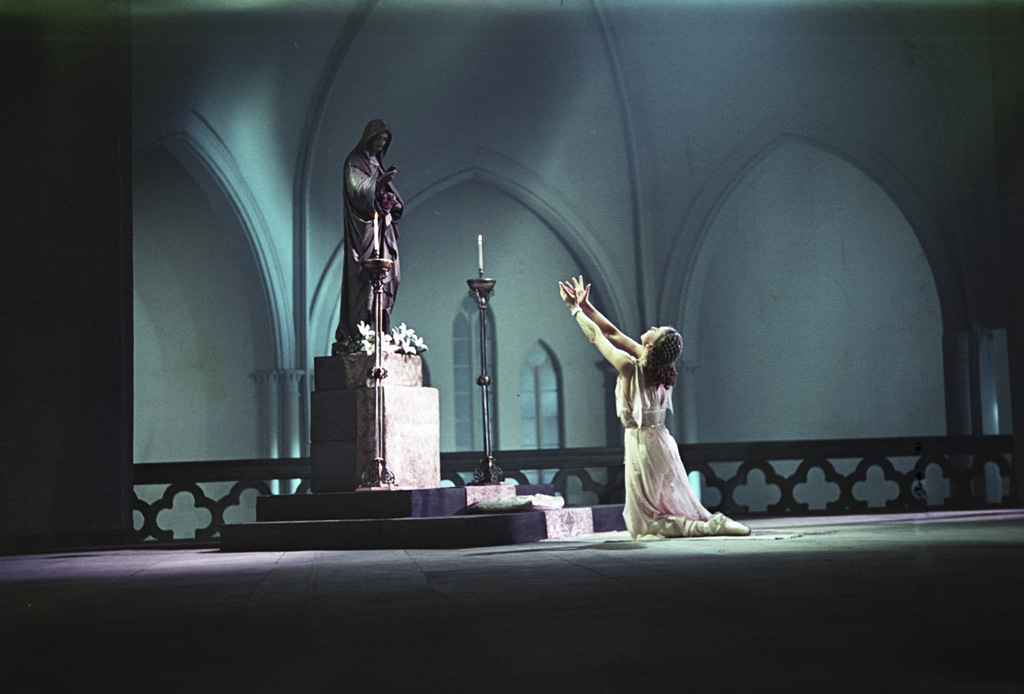
Galina Ulanova, 1952

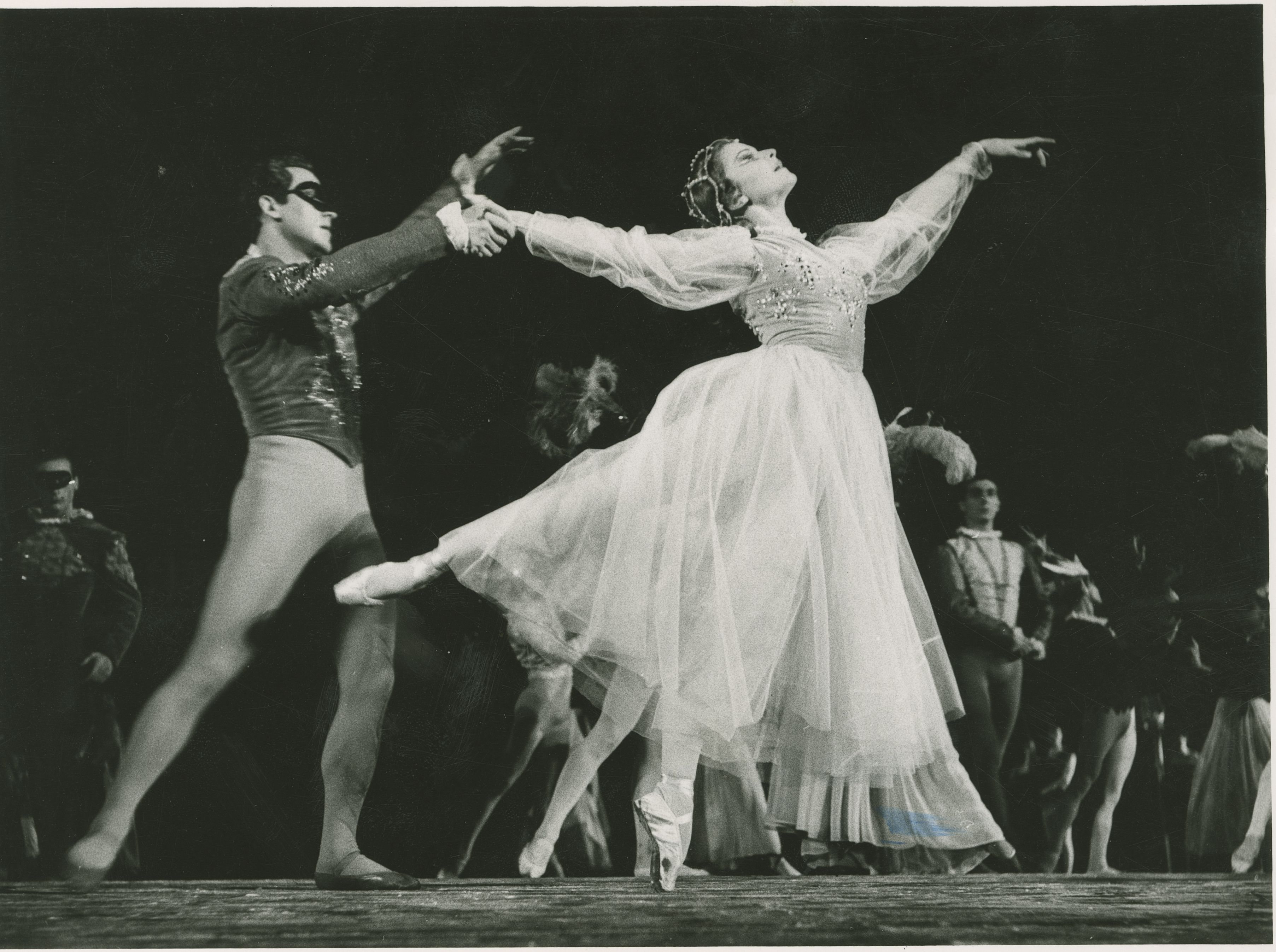
Violette Verdy e Giulio Perugini all'Arena di Verona nel 1955

La versione più accreditata e più conosciuta è però quella, significativamente rivista, che fu per la prima volta presentata al Teatro Kirov di Leningrado l'11 gennaio del 1940, con la coreografia di Leonid Lavrovskij, con Galina Ulanova e Konstantin Sergeev nei ruoli principali. Nonostante le sue iniziali opposizioni, Prokof'ev dovette apportare alcune modifiche alla partitura poiché Lavrovskij, che voleva "più musica", se non accontentato, avrebbe introdotto altri brani del musicista tra cui lo Scherzo dalla Sonata n. 2 per pianoforte; il compositore fu costretto a cedere alle pressioni e aggiunse dei brani per allungare la partitura come richiesto dal coreografo.

## Trama

### Atto I
Scena I: Sorge l'alba e le strade di Verona iniziano a popolarsi di gente intenta nelle faccende quotidiane; nella folla si distinguono Romeo e Tebaldo, discendenti delle famiglie Montecchi e Capuleti (tra le quali da tempo sussiste una violenta faida) e gli amici del primo, Mercuzio e Benvolio. Tra i giovani scoppia un litigio che sfocia presto in una lotta a cui prendono parte tutti i cittadini; è il principe di Verona a porre fine alle ostilità, imponendo inoltre alle famiglie una tregua.
Scena II: In casa dei Capuleti si sta preparando una grande festa da ballo a cui prenderanno parte i notabili della città. Giulietta, la più giovane della famiglia, viene aiutata dalla sua nutrice a prepararsi, e le due colgono l'occasione per scambiarsi dispetti; i loro giochi vengono però interrotti da Donna Capuleti, la madre di Giulietta, che le impone severamente di comportarsi come si conviene. Poco dopo arrivano gli ospiti e il ballo ha inizio; nella folla, mascherati, si sono introdotti anche Romeo, Mercuzio e Benvolio. Giunge Giulietta: tra lei e Romeo nasce l'amore al primo sguardo; intanto la presenza di Romeo e le tenere effusioni tra i due non sfuggono all' invidioso Tebaldo, segretamente innamorato di sua cugina Giulietta. Al termine della festa, Romeo si nasconde nel giardino dei Capuleti e osserva Giulietta struggersi d'amore per lui: felice di essere ricambiato, il giovane le si palesa e i due danzano insieme una gioiosa danza d'amore.

### Atto II
Scena I: L'indomani la città è in festa per la tregua fra le due famiglie. Nel mezzo dei festeggiamenti, Romeo rivela a Mercuzio e Benvolio il suo amore per Giulietta. I suoi amici appaiono disorientati, ma gli giurano di sostenere ogni sua scelta.
Scena II: Romeo e Giulietta vivono in gran segreto la loro storia d'amore, aiutati dalla nutrice e da Frate Lorenzo, un monaco che prende a cuore i due ragazzi e celebra il loro matrimonio segreto.
Scena III: I cittadini continuano a festeggiare. Intanto Tebaldo, ancora furioso per ciò che ha visto al ballo, cerca Romeo per sfidarlo a duello, ma questi rifiuta poiché il suo nemico è cugino di quella che è appena divenuta sua moglie. Tebaldo se la prende allora con i suoi amici: tra i tre nasce una lotta al termine della quale Mercuzio viene ucciso. Furibondo, Romeo decide di vendicare il suo amico e uccide a sua volta Tebaldo. La felicità dei cittadini è quindi infranta dal lutto per i due giovani, e tutti si riuniscono intorno ai loro corpi per piangerli.

### Atto III
Scena I: Romeo, incolpato della morte di Tebaldo, deve fuggire dalla città: i due amanti si scambiano uno struggente addio. Subito dopo irrompono la nutrice e la madre di Giulietta, la quale impone alla fanciulla di sposare il nobile conte Paride: Giulietta rifiuta, scatenando le ire di Donna Capuleti. Rimasta sola, la ragazza piange la sua sventura.
Scena II: Giulietta si rivolge a Frate Lorenzo, il quale le propone di bere una pozione che la farà apparire morta in attesa del ritorno di Romeo, col quale poi fuggirà, allo scopo di evitare il matrimonio con Paride. Dopo un'iniziale resistenza, la ragazza acconsente.
Scena III: Sola nella sua stanza, Giulietta trascorre una notte insonne in preda all'esitazione e ai ripensamenti; alla fine, tuttavia, beve la pozione fatale. Al sorgere dell'alba la nutrice la trova nel suo letto, apparentemente morta: l'intera famiglia è sconvolta dal dolore, e un corteo di fanciulle viene a rendere omaggio alla povera Giulietta.

### Atto IV - Epilogo
Giulietta viene deposta nella tomba di famiglia. Poco dopo giunge Romeo, il quale non ha ricevuto per tempo il dispaccio con cui Frate Lorenzo lo informava dell'inganno, e dunque crede la sua amata morta per davvero; sconvolto dal dolore, il giovane si avvelena a sua volta. Attimi dopo Giulietta si risveglia: per un attimo, vedendo il suo amato accanto a lei, gioisce; quando però si accorge della sua morte, decide di uccidersi a sua volta. La giovane si accascia morente accanto al suo amato, ponendo fine alla loro infelice storia d'amore.

## Struttura del balletto
Atto primo 
Scena 1 (La piazza del mercato)
- 1. Introduzione
- 2. Romeo
- 3. Le strade si risvegliano
- 4. Danza del mattino
- 5. Il litigio
- 6. La lotta
- 7. Il Principe dà ordini
- 8. Interludio

Scena 2 (Anticamera di Giulietta)

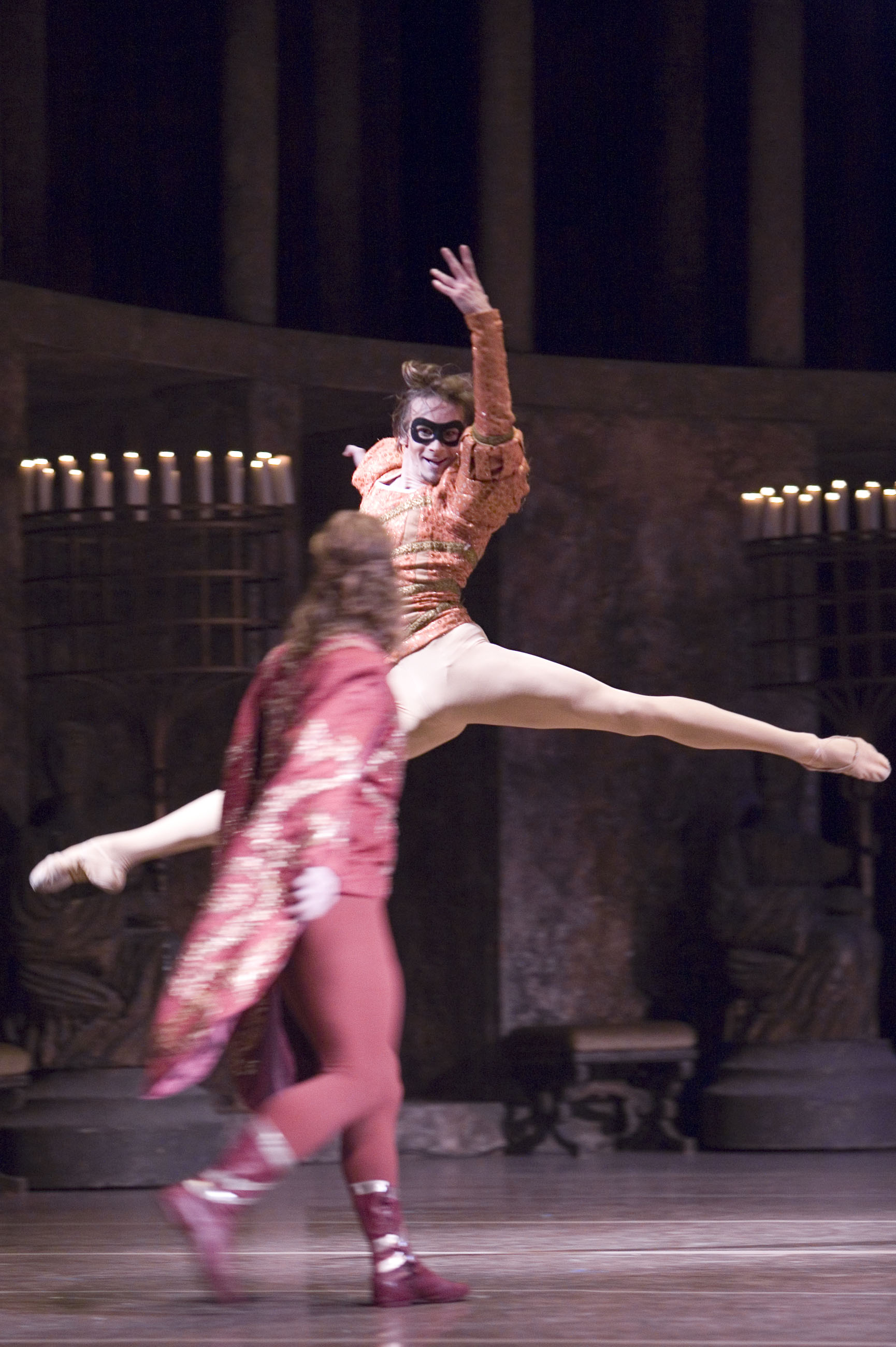
Jens Rosén 2007

- 9. Preparativi per il ballo (Giulietta e la Governante)
- 10. Giulietta, giovane fanciulla
- 11. Arrivo degli ospiti (Minuetto)
- 12. Maschere
- 13. Montecchi e Capuleti (Danza dei cavalieri)
- 14. Le variazioni di Giulietta
- 15. Mercuzio
- 16. Madrigale
- 17. Tebaldo riconosce Romeo
- 18. Partenza degli ospiti (Gavotta)
- 19. Balcone : Scena
- 20. Le variazioni di Romeo Balletto Reale Svedese 2007
- 21. Danza dell'amore

Atto secondo

Scena 1 (La piazza principale)
- 22. Danza del popolo
- 23. Romeo e Mercuzio
- 24. Danza delle cinque coppie
- 25. Danza con i mandolini
- 26. La Governante

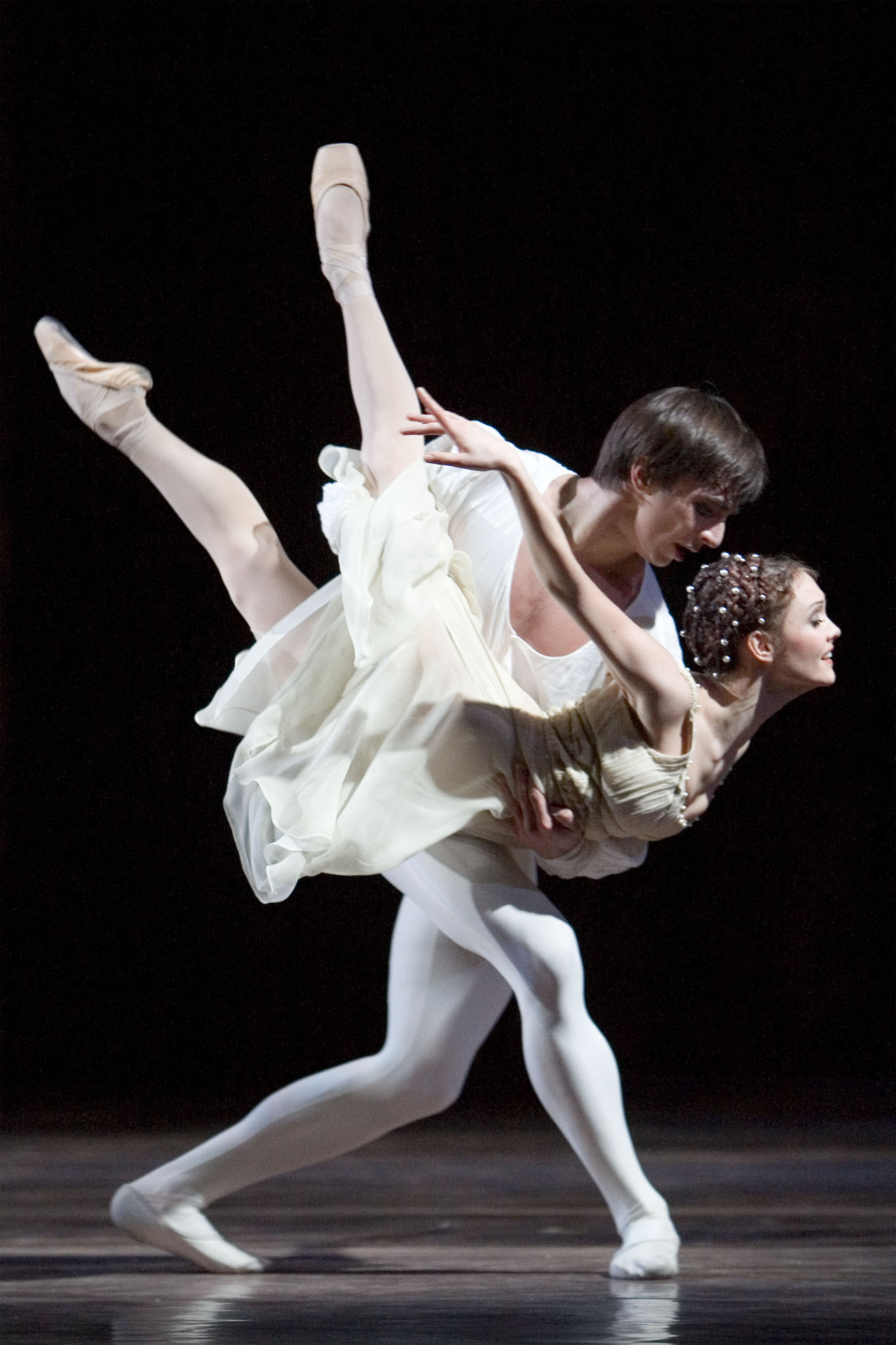
Balletto Reale Svedese 2007

- 27. La Governante dà a Romeo il messaggio di Giulietta

Scena 2
- 28. Romeo con Frate Lorenzo
- 29. Giulietta con Frate Lorenzo

Scena 3
- 30. La gente continua ad essere in festa
- 31. Un'altra danza del popolo
- 32. Tebaldo incontra Mercuzio
- 33. La lotta tra Tebaldo e Mercuzio
- 34. Mercuzio muore
- 35. Romeo decide di vendicare la morte di Mercuzio
- 36. Finale

Atto terzo 

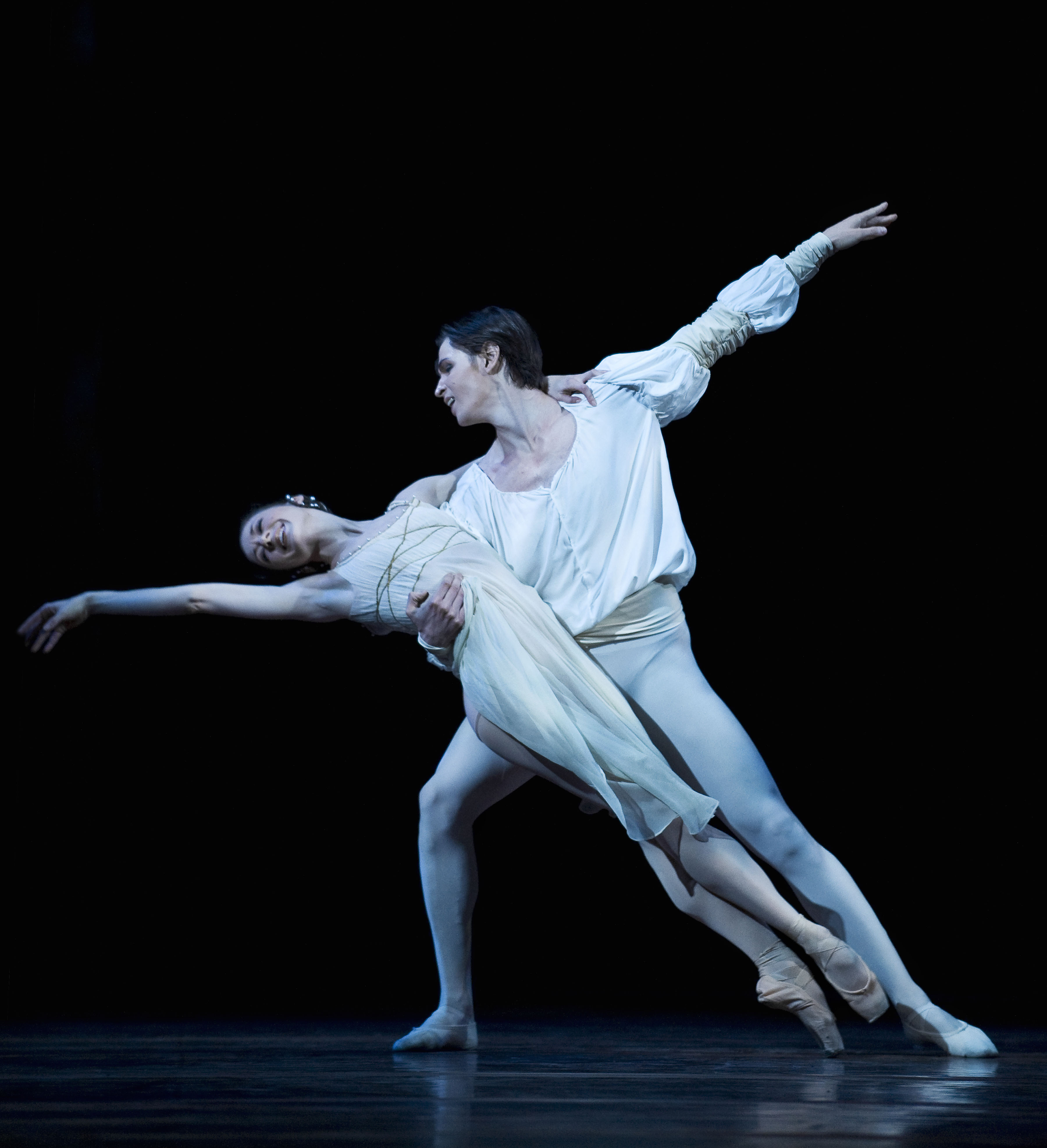
Nadja Sellrup e Pascal Jansson in Romeo e Giulietta 2010

Scena 1 (camera da letto di Giulietta)
- 37. Introduzione
- 38. Romeo e Giulietta
- 39. L'ultimo commiato
- 40. La Governante
- 41. Giulietta rifiuta di sposare Paride
- 42. Giulietta sola
- 43. Interludio

Scena 2
- 44. Da Frate Lorenzo
- 45. Interludio

Scena 3
- 46. Nuovamente nella camera da letto di Giulietta
- 47. Giulietta sola
- 48. Serenata mattutina
- 49. Danza delle fanciulle con i gigli
- 50. Al capezzale di Giulietta

Atto quarto. Epilogo
- 51. Funerale di Giulietta
- 52. Morte di Giulietta

## Strumentazione
In aggiunta a una strumentazione standard, la partitura richiede anche un sassofono tenore. Questa voce aggiunge un suono all'orchestra ed è usato sia nella parte da solista sia nella parte d'insieme. Prokof'ev utilizzò anche la cornetta, la viola d'amore e mandolini nel balletto, aggiungendo un sapore italiano alla musica.
La strumentazione completa è la seguente:
- Legni: ottavino, due flauti, due oboi (2° anche 2° corno inglese), corno inglese, due clarinetti (2° anche clarinetto piccolo), clarinetto basso, due fagotti, controfagotto, sassofono tenore
- Ottoni: sei corni, tre trombe, cornetta, tre tromboni e tuba
- Due mandolini, viola d'amore
- Percussioni: timpani, tamburo, xilofono, triangolo, woodblock, maracas, glockenspiel, tamburello basco, campane tubolari, piatto, grancassa (5 esecutori, eccetto i timpani)
- 2 arpe, pianoforte, celesta, organo, archi.

## Analisi
Molti critici sono concordi nel riconoscere in Romeo e Giulietta una delle vette più alte non solo fra le composizioni di Prokof'ev, ma di tutta la musica del XX secolo. Con questo lavoro è platealmente smentita l'offensiva affermazione di Kolomitsev, critico conservatore, che alla prima della Suite scita aveva affermato: "a certuni è dato di cantare l'amore di Romeo e Giulietta ad altri è dato di imitare i selvaggi latrati e le stolte piroette delle scimmie". Prokof'ev fu assolutamente in grado non solo di creare l'innovativa Suite scita, ma anche di cantare splendidamente l'amore di Romeo e Giulietta.
 Se si può riassumere in un solo termine la musica di questo balletto bisogna ricorrere alla parola "poesia". Momenti poetici percorrono tutta la partitura, a volte intrisi di malinconia, a volte drammatici, a volte di intenso lirismo. Come è spesso presente nella musica di Prokof'ev, la caratterizzazione dei personaggi, delineati con fine psicologia, è affidata a dei brevi leitmotiv, come nella scena della giovane Giulietta o in quella dell'incontro fra i due giovani del primo atto, o ancora l'odio dei Capuleti e dei Montecchi nella celebre scena. La padronanza del compositore nella scrittura orchestrale e nell'uso del timbro degli strumenti gli offrì una tavolozza incredibile di colori e sfumature con cui connotare i caratteri, i sentimenti e gli umori dei suoi personaggi. 
L'aspetto lirico e poetico si fonde però con le altre caratteristiche peculiari della musica di Prokof'ev; le brillanti e asciutte partiture delle opere precedenti si possono ritrovare nelle armonie particolari, nell'energia timbrica e soprattutto nel ritmo marcato, presente e talmente variato da creare difficoltà agli esecutori, e ancora quel senso della "giocosità" che affiora in diversi momenti come nella Danza con i mandolini del secondo atto.

## Altre coreografie
Il Bol'šoj ripropose il balletto il 28 dicembre 1946 con l'aggiunta di importanti caratterizzazioni, probabilmente un po' forzate, anche dei personaggi meno importanti, quali Marcuzio. Negli anni successivi il balletto fu rappresentato anche all'estero, grazie soprattutto alle tournée del Bol'šoj. 
Sulla musica di Prokof'ev molti coreografi hanno creato nuove realizzazioni: 
- Frederick Ashton, 19 maggio 1955, al Teatro reale danese di Copenaghen con il Balletto Reale Danese, interpreti Mona Vangsaae e Henning Kronstam.
- John Cranko, inizialmente a Venezia al Teatro Verde, il 26 luglio 1958 con il Corpo di Ballo del Teatro alla Scala, interprete Carla Fracci, ripreso quindi (con alcune revisioni) il 2 novembre 1962 con lo Stuttgart Ballet, versione rimasta a lungo in repertorio e che ha portato a compagnia a conseguire una reputazione di livello mondiale.
- Kenneth MacMillan il 9 febbraio 1965, per il Royal Ballet, esordì alla Royal Opera House, a Covent Garden. Margot Fonteyn e Rudol'f Nureev portarono nuova vita ai personaggi, come fece lo scenografo e costumista Nicholas Geōrgiadīs. L'interpretazione della Fonteyn e di Nureev è rimasta celebre ed è un esempio di grande eleganza e forza, messa in risalto da una coreografia lineare e scrupolosa.[1]
- Birgit Cullberg il 28 settembre 1969 al Teatro Reale Drammatico di Stoccolma con interpreti Niklas Ek e Lena Wennergren, versione ridotta a un solo atto di 50 minuti che si basa esclusivamente sull'amore dei due giovani.
- John Neumeier il 20 dicembre 1974 al Teatro Reale di Copenaghen con il Balletto Reale Danese.
- Il Joffrey Ballet presentò la prima produzione americana nella sua stagione 1984-1985, includendo esecuzioni a New York al New York State Theater e a Washington al Kennedy Center.
- Nel 1985 la produzione del coreografo László Seregi debuttò all'Hungarian National Ballet a Budapest.
- Nel 2007 Peter Martins realizzò Romeo and Juliet al New York City Ballet con le musiche di Prokof'ev.

Il 4 luglio del 2008, con l'approvazione degli eredi di Prokof'ev e il permesso dall'Archivio di Stato Russo, la versione originale ebbe la sua prima mondiale. Il musicologo Simon Morrison, autore di The People's Artist: Prokofiev's Soviet Years, recuperati gli originari materiali negli archivi di Mosca, ottenne i permessi e ricostruì l'intera versione. Mark Morris creò la coreografia per la produzione. Il Mark Morris Dance Group esordì al Fisher Center per la Performing Arts al Bard College nello Stato di New York. La produzione iniziò successivamente un tour di un anno, includendo tappe come Londra, New York e Chicago.

## Suite
Subito dopo aver terminato la partitura del balletto Prokof'ev scrisse nel 1936 due suite per orchestra, ciascuna costituita da sette parti. Nel 1937 trascrisse per pianoforte dieci brani tratti sempre dal balletto e realizzò ancora una terza suite orchestrale nel 1946 che però fu meno riuscita e meno eseguita rispetto alla prime due.
 La scrittura musicale di Romeo e Giulietta non è strettamente legata alla danza, ha sostanzialmente una struttura autonoma che "può essere" anche danzata; come dimostrano le suite tratte dalla partitura originale, che se pure, per forza di cose, dovettero essere ridotte rispetto al lavoro principale, la musica di Prokof'ev ripropone in tutte le sue diversità di espressione e di accenti le vicende dei due giovani; vicende che, se nel balletto erano in parte dilatate e con ampi spazi narrativi dovuti alla realizzazione scenica, nelle suite ritrovano una grande concentrazione lirica ed emotiva.
- Suite n. 1 op. 64 bis
- Danza popolare
- Le strade si risvegliano
- Madrigale
- Minuetto
- Maschere
- Romeo e Giulietta
- Morte di Tebaldo

- Suite n. 2 op. 64 ter
- Montecchi e Capuleti
- Giulietta bambina
- Frate Lorenzo
- Danza (tratta dalla Danza delle cinque coppie)
- Addio di Giulietta e Romeo
- Danza delle fanciulle
- Romeo alla tomba di Giulietta

- Suite n. 3 op. 101
- Romeo alla fontana
- Danza del mattino
- Giulietta (tratta dalla Variazione di Giulietta e Giulietta e Frate Lorenzo)
- La governante
- Serenata mattutina
- Morte di Giulietta

- Suite per pianoforte op. 75
- Danza nazionale
- Scena (Le strade si risvegliano)
- Minuetto
- Giulietta
- Maschere
- Montecchi e Capuleti
- Frate Lorenzo
- Mercuzio
- Danza delle fanciulle con i gigli
- Addio di Romeo e Giulietta